# Nochmal so wie letzte Nacht
Nochmal so wie letzte Nacht (About Last Night…) ist eine US-amerikanische Filmkomödie von Edward Zwick aus dem Jahr 1986. Das Drehbuch schrieben Denise DeClue und Tim Kazurinsky auf Grundlage des Theaterstücks Sexual Perversity in Chicago von David Mamet.

## Handlung
Debbie arbeitet für ein Chicagoer Werbeunternehmen. Sie hat eine Affäre mit ihrem Chef Steve Carlson. Eines Tages lernt Debbie in einem Park Danny Martin kennen, der seine Freizeit am liebsten in Gesellschaft des befreundeten Bernie Litgo verbringt. Danny interessiert sich für Debbie. Die beiden verbringen eine Nacht miteinander, dann treffen sie sich erneut und werden zum Paar. Sie ziehen schließlich zusammen, was Debbies Mitbewohnerin und Freundin Joan als Enttäuschung empfindet.
Eines Tages sieht Debbie Danny, als dieser niedergeschlagen ist, weil er von seinem Chef gezwungen worden ist, einem alten Kunden den Lieferantenkredit zu kündigen. Sie will mehr an seinem Leben teilhaben, aber Danny öffnet sich ihr nicht. Es kommt häufig zu Konflikten, etwa um das Aufbewahren von Debbies Sachen in der Wohnung. Die Freunde des Paares glauben nicht, dass die Beziehung lange hält.
Debbie macht Danny wütend, als er Probleme bei der Arbeit hat und sie ihm finanzielle Hilfe anbietet. Das Paar trennt sich zeitweise und versöhnt sich wieder.

## Kritiken
Meinolf Zurhorst schrieb in seinem Buch Demi Moore. Lady und Vamp, die Liebesszenen des Films würden „erstaunliche Intensität“ aufweisen. Demi Moore agiere „freizügiger“ als in dem skandalumwitterten Film Striptease.
Das Lexikon des internationalen Films konstatierte, die „konventionelle Inszenierung“ verwässere die „inhaltlich treffsicheren Beobachtungen zu Identitätskrise und Rollenverhalten“.

## Auszeichnungen
Miles Goodman wurde im Jahr 1987 mit dem Broadcast Music Incorporated Film Music Award ausgezeichnet.

## Hintergrund
Die Änderung des Filmtitels gegenüber dem Theaterstück beruhte auf der Weigerung vieler Zeitungen, einen Film mit dem ursprünglichen Titel zu bewerben. Der Autor des Theaterstückes, David Mamet, distanzierte sich von der Verfilmung.
Der Film wurde in Chicago und in Hollywood gedreht. Er spielte in den Kinos der USA ca. 38,7 Millionen US-Dollar ein.
Ein Englisch-Lehrer in den Vereinigten Staaten wurde entlassen, nachdem er About Last Night… im Unterricht von 16- und 17-jährigen Schülern gezeigt hatte. Die Klage des Lehrers scheiterte vor dem Bezirksgericht, das den Film als “containing ‘a great deal of vulgarity’ including ‘swear words’” beschrieb und ausführlich aus den Dialogen zitierte, um den häufigen Gebrauch der Worte “fuckin’, fucking, and fuck” (siehe Fuck) zu demonstrieren. Die Besorgnis der Schule, die “the film with its frequent vulgarity inappropriate for high school students” fand, sei berechtigt. Dagegen könne sich der Lehrer nicht auf den 1. Zusatzartikel zur Verfassung der Vereinigten Staaten berufen.
2014 erschien das US-amerikanische Remake About Last Night, in dem Afroamerikaner die Hauptrollen spielen.